# Стара-Загора (аэропорт)
Аэропо́рт Ста́ра-Заго́ра (болг. Летище Стара Загора) (ИАТА: SZR, ИКАО: LBSZ) один из двух аэропортов (второй - аэропорт Калвача) шестого по населению города Болгарии, Стара-Загоры. Аэропорт расположен 1,7 км к югу от Колю Ганчевский район, в 9 км к югу от центра Стара-Загоры. Аэропорт находится недалеко от Шипки, курортов Стара-Загоры и Севтополиса, древней столицы Фракии, поэтому возможно его использование для чартерных рейсов. Аэропорт Стара-Загора планируется передать в концессию с 2011 года.